# Palolompolo
Palolompolo är en sjö i Finland. Den ligger i kommunen Övertorneå i landskapet Lappland, i den norra delen av landet, 700 km norr om huvudstaden Helsingfors. Palolompolo ligger 99,9 meter över havet. Den är 6,14 meter djup. Arean är 1,8 kvadratkilometer och strandlinjen är 9,56 kilometer lång. Sjön  ingår i Torne älvs huvudavrinningsområde.   
I övrigt finns följande i Palolompolo:
- Isosaari (en ö)
- Pikkusaari (en ö)

I övrigt finns följande vid Palolompolo:
- Palovaara (en kulle)